# 市民科学研究室
座標: 北緯35度42分16.2秒 東経139度46分0.7秒 / 北緯35.704500度 東経139.766861度市民科学研究室（しみんかがくけんきゅうしつ、英: Citizen Science Initiative Japan ；CSIJ ）は、「市民にとってよりよい科学技術とは」を考え、提言する特定非営利活動法人。「リビングサイエンス(生活を基点にした科学)」、「市民科学(市民の、市民による、市民のための科学)」の2つを理念としている。

## 概要
- 所在地：東京都文京区千駄木3-1-1 団子坂マンション・公園側棟
- 役員：代表理事 上田昌文、理事 上村光弘 柿原泰 小林友依 吉澤剛

## 事業
- 市民科学講座：1992年から行われている隔月の定例研究発表会
- 出版：月刊機関誌『市民科学』、メールマガジン「市民研通信」、各種報告書など
- 教育、調査研究、提言、コンサルティング[1]